# Filantropia
La filantropia (dal greco antico: φιλία?, philía, "amore" e ἄνθρωπος, ànthrōpos, "uomo") è un sentimento e un conseguente atteggiamento di benevolenza alla base di un comportamento diretto a realizzare il benessere altrui.

## Filantropia greca ehumanitasromana
In un frammento dell'originale greco di Menandro (342 a.C.-291 a.C.) l'Heautontimorumenos non si ritrova un verso che nella rielaborazione latina di Terenzio (185 a.C.-159 a.C.) è stato reso in «Homo sum: humani nihil a me alienum puto»; quindi non si può affermare se quel verso si rifaccia al valore autonomo romano della humanitas o a quei principi etici, tipici del teatro di Menandro, espressi nel concetto di φιλανθρωπία (filantropia) che nel significato greco si rapporta a un sentimento di solidarietà nei confronti di altri che condividono la stessa situazione di crisi e che cercano nel sostegno reciproco un'ancora di salvezza dalle miserie morali e materiali del loro tempo.
Ma per i Romani del II sec. a.C. che si avviano a un progressivo sviluppo della loro storia, humanitas significava anche riconoscere la nuova complessità di modi di pensare e di vivere che aveva ormai messo da parte la semplicità dei principi e delle istituzioni politiche sociali e culturali del passato.
Il valore della humanitas s'incarna nel Circolo degli Scipioni costituito da vari personaggi appartenenti alla nobiltà romana che verso la metà del II secolo a.C. diffondono in Roma i valori della cultura ellenistica. Si realizza così una necessità di ampliamento del mondo spirituale romano tramite la cultura greca, aprendolo ai valori di altre civiltà. Dall'incontro dello spirito romano con la filosofia ellenistica nasce quell'humanitas, ripresa dalla filosofia stoica, che consiste nella concezione dell'uomo considerato in ogni suo aspetto e la conseguente idea di una missione morale e politica assegnata al dominio universale di Roma. Si esalta, quindi, la virtus romana in grado di trasformare un popolo in un insieme di uomini coraggiosi, austeri, capaci di sacrificio.

## Compassione e filantropia
Simile al concetto menandreo è il significato che Arthur Schopenhauer attribuisce alla filantropia che nasce dalla compassione intesa nel significato originario come l'atto del patire insieme (cum-patho), del provare cioè il dolore condiviso originato dalla comune miseria umana per cui chi cercherà di alleviare quella sofferenza renderà leggera anche la sua divenendo giusto e filantropo:

## Filantropia e potere
Nel pensiero di Nietzsche l'etica del padrone nel trattamento dei servi può essere talora ispirata dalla compassione e dalla filantropia ma «l’etica del più forte è compassionevole e filantropica non tanto per un sincero sentimento di misericordia, ma come naturale conseguenza di una pienezza di potere che straripa sui sottomessi e sugli schiavi» i quali da parte loro giustificano la loro sottomissione esaltando i valori dell'umiltà e della rinuncia. In questo caso la compassione non è il segno del comune patire, ma piuttosto un esercizio dell'ampio potere di cui godono, manifestandolo con uno spregiudicato uso della compassione.
Infatti «trattenerci dall'offesa, dalla violenza, dallo sfruttamento» può valere tra pari non tra signori e servi. La compassione per i più deboli non ha senso poiché in questo modo si abbassa l'essenza del vivente. La virtù dell'aristocratico è «non avere compassione delle classi di schiavi ringhianti, conculcati, sediziosi che anelano al dominio, essi lo chiamano libertà.»

## Filantropia e caritas
Nella morale cristiana la filantropia, come strumento per alleviare le sofferenze umane ispirato dalla razionale compassione delle comuni miserie terrene, viene distinta dalla carità che rappresenta la piena realizzazione dello spirito dell'uomo che attraverso essa realizza il comandamento dell'amore lasciato da Gesù Cristo ai suoi discepoli: «Amatevi come io vi ho amato».
Papa Benedetto XVI ha scritto che nell'attuale società dell'immagine un'azione filantropica spesso nasconde la volontà di ottenerne un ritorno di interesse personale o di plauso mentre «Quando gratuitamente offre se stesso, il cristiano testimonia che non è la ricchezza materiale a dettare le leggi dell'esistenza, ma l'amore [...] di Dio e dei fratelli». Aggiunge Papa Ratzinger che «l’azione pratica resta insufficiente se in essa non si rende percepibile l’amore per l’uomo, un amore che si nutre dell’incontro con Cristo» che si "maschera" da povero e ci provoca alla carità. Del resto il soccorso ai poveri, evidenzia il Papa, «è un dovere di giustizia» che impone la «condivisione» soprattutto per quei «Paesi in cui la popolazione è composta in maggioranza da cristiani»: qui «è ancora più grave la loro responsabilità di fronte alle moltitudini che soffrono nell'indigenza e nell'abbandono». Ricorda infine il papa che «i beni materiali rivestono una valenza sociale, secondo il principio della loro destinazione universale».
Filantropia e carità si differenziano perché la seconda guarda alle intenzioni dei cuori al di là dell'apparire delle forme.
Fino al XX secolo, filantropia e solidarietà erano termini utilizzati ideologicamente in contrapposizione alla carità cristiana.

## La filantropia moderna
(Thomas Paine)
La filantropia moderna trova espressione teorica negli ideali illuministici che saranno esaltati dalla Rivoluzione francese dove i diritti dell'uomo e del cittadino si basano su quella comune natura che li rende uguali e fratelli.
Dalla filantropia illuminista nascerà il cosiddetto "filantropismo", un programma di rinnovamento pedagogico che fu elaborato e sperimentato da Johann Bernhard Basedow, basato sulle teorie dei Pietisti, di Locke, Comenio e Rousseau. L'esperimento avvenne nel 1774 con il Philantropinum, un istituto di Dessau destinato alla formazione della classe dirigente con tecniche didattiche innovative adottate successivamente dai suoi seguaci, i Filantropini, in Germania e Svizzera.
Il principio illuminista della "fraternità" sarà teoricamente ancora alla base della Dichiarazione universale dei diritti dell'uomo (1948):
La filantropia si svilupperà praticamente nell'ambito dell'umanitarismo ottocentesco con la creazione di ospedali per indigenti, scuole per l'alfabetizzazione, società benefiche che sorsero soprattutto in quei paesi anglosassoni che erano stati i protagonisti della rivoluzione industriale e che si ispiravano ai principi religiosi puritani.